# Kunreuth
Kunreuth est une commune de Bavière (Allemagne), située dans l'arrondissement de Forchheim, dans le district de Haute-Franconie.
Depuis le XIVe siècle le château appartient à l'association familiale des comtes et barons von Egloffstein qui possèdent également le château d'Egloffstein depuis le XIIe siècle.